# 어린이 만화 동요 노래방
어린이 만화 동요 노래방은 1990년대 스타맥스에서 출시한 홈비디오다. 1994년 4월 15일에 출시했으며 ISBN은 5000098493이다.

## 개요
"TV 만화영화 주인공과 함께 예쁜 동요와 함께 어린이 가수왕이 되보세요."

## 곡 목록

### 1편: 만화주제가
1. 날아라 슈퍼보드
2. 둘리(비눗방울)
3. 달려라 하니
4. 옛날옛적에
5. 떠돌이 까치
6. 아기공룡 둘리
7. 2020 원더키디
8. 동화나라 ABC
9. 지구는 초록별
10. 햇살나무
11. 천방지축 하니
12. 위제트
13. 날아라 마야
14. 엄마찾아 삼만리
15. 보물섬
16. 꼬마자동차 붕붕
17. 미래소년 코난
18. 은비까비의 옛날옛적에
19. 플란다스의 개
20. 정글북
21. 천방지축 하니(열세살)

### 2편: 동요
1. 아빠의 얼굴
2. 아빠는 엄마를 좋아해
3. 앞으로
4. 텔레비젼
5. 그대로 멈춰라
6. 춤추는 갈매기
7. 둥글게 둥글게
8. 생일축하의 노래
9. 초록바다
10. 퐁당퐁당
11. 꽃밭에서
12. 고향의 봄
13. 과수원 길
14. 과꽃
15. 아빠와 크레파스
16. 등대지기
17. 고향땅
18. 고기잡이
19. 얼굴
20. 나뭇잎 배
21. 한국을 빛낸 100명의 위인들
22. 엄마돼지, 아기돼지
23. 파란마음, 하얀마음
24. 기찻길 옆
25. 우산
26. 어른들은 몰라요
27. 나의 하루
28. 모래성
29. 반달
30. 오빠생각
31. 겨울나무
32. 산바람, 강바람
33. 코끼리 아저씨

## 영상 목록
| 편               | 파트     | 제목                              | 시간 |
| ---------------- | -------- | --------------------------------- | ---- |
| 1편 : 만화주제가 | Part#1   | 날아라 슈퍼보드 ~ 떠돌이 까치     | 9분  |
| 1편 : 만화주제가 | Part#1.5 | 아기공룡 둘리                     | 1분  |
| 1편 : 만화주제가 | Part#2   | 2020 원더키디 ~ 엄마찾아 삼만리   | 12분 |
| 1편 : 만화주제가 | Part#3   | 보물섬 ~ 천방지축 하니(열세살)    | 11분 |
| 2편 : 동요       | Part#1   | 아빠의 얼굴 ~ 과수원 길           | 21분 |
| 2편 : 동요       | Part#2   | 과꽃 ~ 엄마돼지 아기돼지          | 17분 |
| 2편 : 동요       | Part#3   | 파란마음 하얀마음 ~ 코끼리 아저씨 | 18분 |

## 날짜 목록
| 날짜 일자        | 제목                                                                  |
| ---------------- | --------------------------------------------------------------------- |
| 2020년 12월 15일 | 어린이 만화동요 노래방 1편 part#1, 비디오테이프, VHS                  |
| 2020년 12월 19일 | 어린이 만화동요 노래방 1편 part#2, 비디오테이프, VHS                  |
| 2020년 12월 22일 | 어린이 만화동요 노래방 1편 part#3, 비디오테이프, VHS                  |
| 2021년 1월 4일   | 어린이 만화동요 노래방 2편(동요편) part#1, 비디오테이프, VHS          |
| 2021년 1월 8일   | 어린이 만화동요 노래방 2편(동요편) part#2, 비디오테이프, VHS          |
| 2021년 1월 12일  | 어린이 만화동요 노래방 2편(동요편) part#3, 비디오테이프, VHS          |
| 업로드 예정      | 어린이 만화동요 노래방 1편 part#1.5(아기공룡 둘리), 비디오테이프, VHS |

## 스태프
- 제작: (주)은하프로덕션
- 기획 · 발행: 스타맥스